# Jankovce
Jankovce – wieś (obec) na Słowacji położona w kraju preszowskim, w powiecie Humenné. Pierwsze wzmianki o miejscowości pochodzą z roku 1317.
Według danych z dnia 31 grudnia 2010, wieś zamieszkiwało 265 osób, w tym 126 kobiet i 139 mężczyzn.
W 2001 roku względem narodowości i przynależności etnicznej wszyscy mieszkańcy deklarowali się jako Słowacy.